# Lišany (Ústí nad Labem)
Lišany é uma comuna checa localizada na região de Ústí nad Labem, distrito de Louny.